# Ciżmówka karpacka

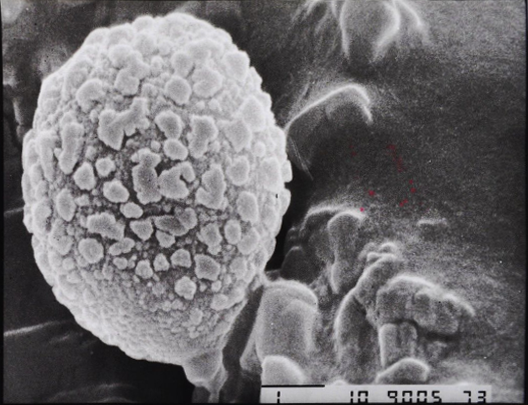
Zarodnik

Ciżmówka karpacka (Crepidotus carpaticus Pilát) – gatunek grzybów należący do rodziny ciżmówkowatych (Crepidotaceae).

## Systematyka i nazewnictwo
Pozycja w klasyfikacji: Crepidotus, Crepidotaceae, Agaricales, Agaricomycetidae, Agaricomycetes, Agaricomycotina, Basidiomycota, Fungi (według Index Fungorum).
Po raz pierwszy opisał go w 1929 r. Albert Pilát na martwym drewnie olszy szarej (Alnus incana) na Ukrainie. Synonim: Crepidotus wakefieldiae Pilát 1949.
Nazwę polską zaproponował Władysław Wojewoda w 2003 r.

## Morfologia
Owocniki
Siedzące, beztrzonowe, występujące w rzędach lub dachówkowato zachodzące na siebie, muszlowate z kępkami włosków.
Kapelusz
Pojedynczy ma średnicę 2–8 mm, za młodu jest kopytkowato wysklepiony, potem rozszerza się przybierając kształt muszlowaty lub wachlarzowaty. Powierzchnia początkowo kremowa, potem beżowa do orzechowobrązowej z pomarańczowym odcieniem, ostatecznie ciemniejąca do ochrowej lub cynamonowobrązowej. Jest nierówna, pokryta wyprostowanymi, dość mocnymi, kudłatymi kępkami włosa, które po zamoczeniu tworzą filcowatą powłokę. Brzeg kremowy, blaknący, początkowo podwinięty, nierówny, u starszych okazów ostry.
Blaszki
Wolne, w dojrzałych i starych okazach dość rzadkie, wysklepione, z międzyblaszkami, początkowo białawe, z wiekiem ciemniejące do cynamonowobrązowych. Ostrza ząbkowane, białe.
Trzon
Zazwyczaj go brak, czasami występuje w szczątkowej postaci jedynie w młodych owocnikach i jest boczny.
Miąższ
Błoniasty, cienki, kruchy, o słabo wyczuwalnym zapachu i smaku.
Wysyp zarodników
Tytoniowobrązowy.
Gatunki podobne
Ciżmówka karpacka jest łatwa do odróżnienia od innych ciżmówek dzięki owłosionej powierzchni kapelusza. W przypadku eksykatów, na których gołym okiem nie widać włosów, makroskopowe oznaczanie staje się problematyczne. Wtedy niezbędne jest badanie mikroskopowe. Podobny jest także ciemnoboczniak gałązkowy (Simocybe haustellaris), nie ma jednak włosków na kapeluszu, co najwyżej jest nieco kutnerowaty.

## Występowanie i siedlisko
Stanowiska ciżmówki karpackiej podano tylko w niektórych państwach Europy, najwięcej w Anglii. W Polsce w piśmiennictwie naukowym do 2003 r. jedyne jej stanowisko podał Stanisław Domański w 1967 r. w Bieszczadach. Według W. Wojewody jej częstość występowania w Polsce nie jest znana.
Nadrzewny grzyb saprotroficzny. W Polsce notowana na martwym drewnie jodły (Abies alba) we wrześniu. Występuje na martwym, pozbawionym kory drewnie wielu gatunków drzew, zarówno w lasach, jak i poza nimi.